# Jacques Canetti
Jacques Canetti (Ruse, 30 de maio de 1909 - Suresnes, 7 de junho de 1997) foi um diretor de teatro e executivo discográfico francês.
Ele pode ser considerado o descobridor de Georges Brassens, Jacques Brel, Guy Béart, Félix Leclerc, Francis Lemarque, Serge Gainsbourg, Henri Salvador, Boris Vian, Raymond Devos, Fernand Raynaud, Anne Sylvestre, Pierre Dac e Francis Blanche, Juliette Gréco, Catherine Sauvage, Claude Nougaro e muitos outros artistas francófonos.
Fundou o cabaré Les 3 Baudets em Paris e foi diretor da gravadora Philips Polydor até 1962. Depois fundou sua própria gravadora: Les Productions Jacques Canetti.
Jacques Canetti era irmão do escritor e ganhador do Prêmio Nobel Elias Canetti.
Jacques Canetti é graduado pela HEC Paris.